# Paul Larsson
Paul Larsson est un acteur américain.
Il est connu pour le rôle de Blaster dans Mad Max : Au-delà du dôme du tonnerre.

## Filmographie
- 1985 : Mad Max : Au-delà du dôme du tonnerre : Blaster
- 1981 : Le Monstre des profondeurs : Sam
- 1980 : Au-delà du réel : Charlie Thomas
- 1980 : L'Enlèvement du président : Millerney